# Тидхар, Давид
Дави́д Тидха́р (ивр. דוד תדהר‎); (6 июля, 1897, Яффа, Палестина, Османская империя — 15 декабря, 1970, Тель-Авив, Израиль) — частный детектив, филантроп, писатель, историк еврейского ишува, создатель и первый редактор «Энциклопедия пионеров ишува и его строителей: люди и фотопортреты».

## Биография
Давид Тидхар родился 6 июля 1897 года в районе Неве-Шалом в Яффе в семье Эстер-Рахель, урождённой Нюрнберг, и Моше Бецалеля Тодрасовича, торговца зерном из Пружан Гродненской губернии, участника движения «Хибат Цион». Несмотря на большую йериду и жалобы на трудности жизни в Земле Израиля, Моше Бецалель Тодрасович, пообещав жене, что в Эрец Исраэль у них появятся наследники (в Белоруссии семья похоронила пятерых детей), уговорил Эстер-Рахель переселиться в Палестину. В 1891 году семья совершила Алию и поселилась в Яффе. В Палестине у Тодрасовичей родилась дочь, умершая во младенчестве, и сын — Давид.
Давид Тидхар получил образование в талмуд-торе «Ша ’арей Тора», основанной в Неве-Шалом его отцом, религиозно-сионистской школе «Тахкмони» и школе немецко-еврейского общества «Эзра». В религиозном рвении и обучении не преуспел, поэтому был отдан учеником в яффскую аптеку «Шахор и К°».
В юношестве активно занимался различными видами спорта. В 1913 году стал инициатором создания и игроком футбольной команды «Маккаби Тель-Авив». Также являлся создателем футбольной команды арабов-христиан из Яффы. Во время Первой мировой войны был отправлен вместе с другими евреями на север страны, в Зихрон-Яаков. Вернулся в середине ноября 1917 года в Яффу вместе с английскими частями. Вскоре был назначен по рекомендации Меира Дизенгофа на должность цензора почты в британской разведке. Несколько раз переходил через линию фронта между Петах-Тиквой и Яффой, где ещё оставались турки, чтобы вести наблюдение за противником.
В апреле 1918 года вступил в Еврейский легион в рядах которого воевал в Палестине и Египте. В январе 1919 года вернулся в Палестину, где сражался против арабских диверсионных групп.
В 1921 году вступил в полицию британского мандата, служил в следственном отделе в Иерусалиме и вскоре стал начальником полиции вне стен старого города. Будучи детективом, участвовал в расследовании нескольких нашумевших дел: убийства Якоба Исраэля де Хаана, убийства Хаима Арлозорова, загадочного убийства немецкого еврея, инженера Якова Цвангера.
В 1924 г. издал свою первую книгу «Преступники и преступления в Стране Израиля». В 1926 году ушел из полиции и основал первое в Палестине «Частное сыскное и информационное бюро», которым руководил десятилетиями. В 1927 году переехал в Египет, опасаясь, что критика в адрес командира британской полиции приведет к его аресту, и несколько лет жил в Каире. В 1931 году вернулся в Палестину и продолжил заниматься частным сыском. Пользуясь прежними служебными связями и приятельскими отношениями с офицерами британской разведки, предупреждал аресты бойцов Хаганы, Эцель и Лехи.
В сотрудничестве с журналистом Шломо Бен-Исраэлем (Гельфер) Тидхар издавал «Ха-балаш» («Детектив») — серию небольших книг, содержащие детективные историй по сюжетам его расследований. Всего в серии вышло 28 книг, тексты которых были написаны Бен-Исраэлем по материалам, предоставленным Тидхаром.
Главный печатный труд Тидхара — монументальная «Энциклопедия пионеров ишува и его строителей: люди и фотопортреты» (Энциклопедия ле-халуцей ха-ишув у-бонав: дмуйот ве-тмунот) в 18 томах, выходившая в 1947—1969 годах; последний 19-й том — справочный, вышел уже после смерти Тидхара, в 1971 году. Энциклопедии предшествовали 16 небольших книжек о пионерах еврейской общины в Стране Израиля.
Помимо литературной и сыскной деятельности, Тидхар был одним из основателей Тель-Авивского музея изобразительных искусств и «Дома Зеева Жаботинского». Интересуясь всю жизнь спортом, в 1932 году он входил в оргкомитет первой в стране Маккабиады. C 1926 года являлся членом масонской ложи «Баркай», которой посвятил книгу "Книга братьев: 60 лет с основания ложи «Баркай».
Скончался в Тель-Авиве в возрасте 73 лет и был похоронен на кладбище Кирьят-Шауль.
В Иерусалиме, Тель-Авиве, Ришон ле-Ционе и Петах-Тикве его именем названы улицы, в Йокнеам-Илите — школа. Личный архив Давида Тидхара хранится в Национальной библиотеке Израиля.

## Семья
В конце 1924 года женился на Ривке Капилото, уроженке Хеврона. У пары было 2 детей: сын Моше Бецалель, названный в честь деда, был бойцом Хаганы и в годы Войны за Независимость летал на бомбардировщике, дочь Эстер, названная в честь бабушки, состояла в Лехи и служила связной между отцом и подпольщиками.

## Книги
- Д. Тидхар. Хотъим вехатаим бе-Эрец Исраэль(Преступники и преступления в Стране Израиля). Иерусалим, 1924.
- Д. Тидхар. Сифрият ха-балаш.(Библиотека детектива),1931.
- Д. Тидхар. Бэн ха-патиш веха-садан.(Между молотом и наковальней). Тель-Авив: Йона Закаи Сасон, 1931.
- Д. Тидхар. Энциклопедия ле-халуцей ха-ишув у-бонав: дмуйот ве-тмунот («Энциклопедии пионеров ишува и его строителей: люди и фотопортреты»). Тель-Авив: Сефрият ришоним, 1947.
- Д. Тидхар. Бе-ширут ха-моледет, 1912—1960. (На службе отечества: 1912—1960. Воспоминания, персоналии, документы и фотографии). Тель-Авив: Йедидим, 1961—1962.
- Д. Тидхар. Ба-ямим ха-хэм: ла-пгиша ха-хагигит шель ватикей Яффа-Тель-Авив бе-малон «Шаратон» бе-Тель-Авив ве-зихронот ватикав ад шнат 1914 (В былые дни: к праздничной встрече ветеранов Яффы и Тель-Авива в отеле «Шаратон» и их воспоминания о событиях до 1914 года), 1961.
- Д. Тидхар. Сефер ха-ахим. 60 шана ле-хивасда шель ха-лишка. («Книга братьев: 60 лет с основания ложи»). Тель-Авив, 1966.